# 509 Iolanda
509 Iolanda eller 1903 LR är en asteroid i huvudbältet, som upptäcktes 28 april 1903 av den tyske astronomen Max Wolf i Heidelberg. Ursprunget till asteroidens namn, är okänt.
Asteroiden har en diameter på ungefär 51 kilometer.